# Mięsień zwieracz dolny gardła

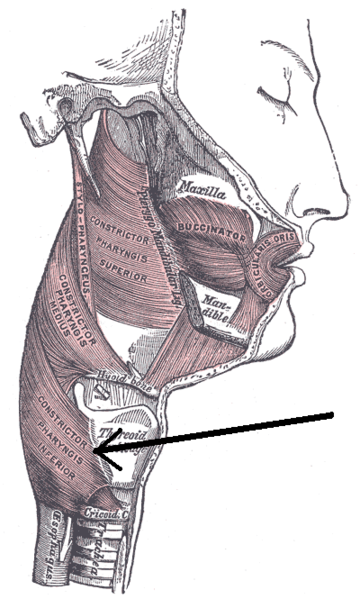
Mięśnie gardła i policzka (strzałką zaznaczony zwieracz dolny gardła)

Mięsień zwieracz dolny gardła (łac. musculus constrictor pharyngis inferior, musculus laryngopharyngeus) – w anatomii człowieka mięsień gardła, jeden z trzech jego zwieraczy (obok mięśnia zwieracza górnego gardła i mięśnia zwieracza środkowego gardła).
Jest kształtu trapezowatego. Przyczepia się do kresy skośnej chrząstki tarczowatej krtani (część tarczowo-gardłowa) oraz do powierzchni bocznej chrząstki pierścieniowatej krtani i łuku ścięgnistego łączącego chrząstki tarczowatą i pierścieniowatą (część pierścienno-gardłowa). Włókna mięśniowe kończą się częściowo na szwie gardła, a częściowo zlewając się z błoną mięśniową przełyku (najniższe włókna).
Unerwiają go gałązki nerwu błędnego ze splotu gardłowego.
Wspólnie z pozostałymi zwieraczami gardła bierze udział przesuwaniu kęsa pokarmu w dół podczas przełykania, zwężając gardło. 